# Leptotes (vlinders)
Leptotes is een geslacht van vlinders uit de familie van de Lycaenidae. In Europa komt uit dit geslacht alleen het klein tijgerblauwtje (Leptotes pirithous) voor. De soorten zijn soms lastig van elkaar te onderscheiden en soms moeten ter determinatie de genitaliën met de microscoop worden bekeken of de dieren genetisch onderzocht worden.

## Soorten
- L. adamsoni Collins & Larsen, 1991
- L. andicola (Godman & Salvin, 1891)
- L. babaulti (Stempffer, 1935)
- L. bathyllos Tessmann, 1928
- L. brevidentatus (Tite, 1958)
- L. callanga (Dyar, 1913)
- L. casca (Tite, 1958)
- L. cassioides (Capronnier, 1889)
- L. cassius (Cramer, 1775)
- L. delalande Balint & Johnson, 1995
- L. durrelli Fric, Pyrcz & Wiemers, 2019
- L. jeanneli (Stempffer, 1936)
- L. krug Balint, Johnson, Salazar & Velez, 1995
- L. lamasi Balint & Johnson, 1995
- L. lybas (Godart, 1824)
- L. mandersi (Druce, 1907)
- L. manusi (Rothschild, 1915)
- L. marginalis (Aurivillius, 1925)
- L. marina (Reakirt, 1868)
- L. mayottensis (Tite, 1958)
- L. parrhasioides (Wallengren, 1860)
- L. perkinsae Kaye, 1931
- L. pirithous (Linnaeus, 1767) - Klein tijgerblauwtje
- L. plinius (Fabricius, 1793)
- L. pulchra (Murray, 1874)
- L. pyrczi Libert, 2011
- L. rabefaner (Mabille, 1877)
- L. sanctithomae (Sharpe, 1893)
- L. socotranus (Oglivie-Grant, 1899)
- L. striata (Edwards, 1877)
- L. theonus (Lucas, 1856)
- L. trigemmatus (Butler, 1881)